# Jamides hylas
Jamides hylas är en fjärilsart som beskrevs av Pieter Cramer 1782. Jamides hylas ingår i släktet Jamides och familjen juvelvingar. Inga underarter finns listade i Catalogue of Life.